# Sackville-Cobequid
Circonscription électorale provinciale du Canada
Sackville—Cobequid est une circonscription électorale provinciale de la province canadienne de la Nouvelle-Écosse, afin d'élire un seul député à la Chambre d'Assemblée. 

## Liste des députés
|  | John Holm (en) | NPD | 1993 - 1998     |
|  | John Holm (en) | NPD | 1998 - 1999     |
|  | John Holm (en) | NPD | 1999 - 2003     |
|  | Dave Wilson    | NPD | 2003 - 2006     |
|  | Dave Wilson    | NPD | 2006 - 2009     |
|  | Dave Wilson    | NPD | 2009 - 2013     |
|  | Dave Wilson    | NPD | 2013 - 2017     |
|  | Dave Wilson    | NPD | 2017 - 2018     |
|  | Steve Craig    | PC  | 2019 - 2021     |
|  | Steve Craig    | PC  | 2021 - 2024     |
|  | Paul Wozney    | NPD | 2024 - en cours |